# SW Волопаса
SW Волопаса (лат. SW Boötis) — одиночная переменная звезда в созвездии Волопаса на расстоянии приблизительно 8253 световых лет (около 2530 парсеков) от Солнца. Видимая звёздная величина звезды — от +12,88m до +11,76m.

## Характеристики
SW Волопаса — жёлто-белая пульсирующая переменная звезда типа RR Лиры (RRAB)* спектрального класса F6, или A. Радиус — около 4,8 солнечных, светимость — около 49,776 солнечных. Эффективная температура — около 6999 K.